# Mühlental
Mühlental  est une commune de Saxe (Allemagne), située dans l'arrondissement du Vogtland, dans le district de Chemnitz. Elle est formée en 1994 des anciennes communes de Hermsgrün-Wohlbach, Marieney, Tirschendorf et Unterwürschnitz.

## Personnalités liées à la ville
- Adam Friedrich Zürner (1679-1742), géographe né à Marieney.